# Фторид платины(IV)
Фторид платины(IV) — неорганическое соединение, соль металла платины и плавиковой кислоты с формулой PtF4, коричневые кристаллы, разлагается в воде.

## Получение
- Разложение фторида платины(VI) при нагревании:

{\displaystyle {\mathsf {PtF_{6}\ {\xrightarrow {90-200^{o}C}}\ PtF_{4}+F_{2}}}}
- Действие фторида платины(VI) на диоксид кремния:

{\displaystyle {\mathsf {PtF_{6}+SiO_{2}\ {\xrightarrow {}}\ PtF_{4}+O_{2}\uparrow +SiF_{4}}}}
- Действие фторида платины(VI) на уран:

{\displaystyle {\mathsf {3PtF_{6}+U\ {\xrightarrow {}}\ 3PtF_{4}+UF_{6}}}}
- Реакция хлорида платины(II) и фтористого водорода:

{\displaystyle {\mathsf {2PtCl_{2}+4HF\ {\xrightarrow {200-250^{o}C}}\ PtF_{4}+Pt+4HCl}}}

## Физические свойства
Фторид платины(IV) образует коричневые кристаллы.
В воде подвергается гидролизу.

## Химические свойства
- Реагирует с водой:

{\displaystyle {\mathsf {PtF_{4}+(n+2)H_{2}O\ {\xrightarrow {}}\ PtO_{2}\cdot nH_{2}O\downarrow +4HF}}}
- Реагирует с концентрированной плавиковой кислотой:

{\displaystyle {\mathsf {PtF_{4}+2HF\ {\xrightarrow {}}\ H_{2}[PtF_{6}]}}}
- Реагирует с щелочами:

{\displaystyle {\mathsf {PtF_{4}+4NaOH\ {\xrightarrow {}}\ PtO_{2}\downarrow +4NaF+2H_{2}O}}}
{\displaystyle {\mathsf {PtF_{4}+6NaOH\ {\xrightarrow {100^{o}C}}\ Na_{2}[Pt(OH)_{6}]+4NaF}}}
- Восстанавливается водородом:

{\displaystyle {\mathsf {PtF_{4}+2H_{2}\ {\xrightarrow {150-200^{o}C}}\ Pt+4HF}}}